# Philippe Clay
Pour les articles homonymes, voir Clay.
Ne doit pas être confondu avec Philippe Clair.
Philippe Clay, de son vrai nom Philippe Mathevet, né le 7 mars 1927 à Paris 14e et mort le 13 décembre 2007 à Issy-les-Moulineaux, est un chanteur et acteur français.

## Biographie

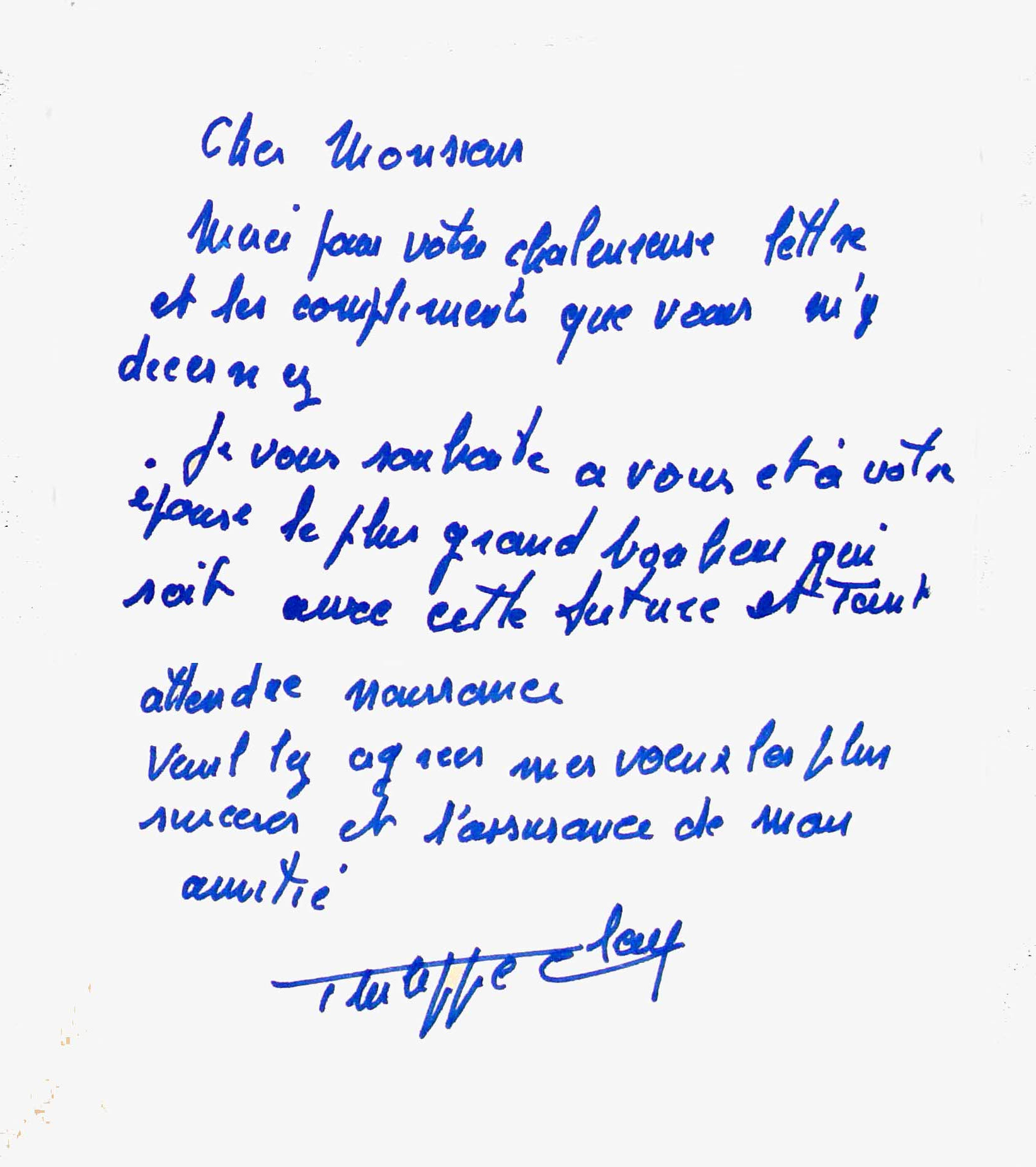
Une des dernières lettres de Philippe Clay en 2007.

### Origines familiales et formation scolaire
Né dans le 14e arrondissement de Paris (quartier de la gare Montparnasse), Philippe est le fils de Gustave Mathevet et de son épouse Marthe Jeannot, originaires d'Auvergne.
Il est élève d'un collège des Frères des écoles chrétiennes.

### Seconde Guerre mondiale
Pendant la Seconde Guerre mondiale, la famille se réfugie en Auvergne.
En 1943, à l'âge de 16 ans, il entre dans un maquis[réf. nécessaire].
Après la Libération (1944), il s'engage dans l'armée française et combat jusqu'en Allemagne. Il se découvre alors un talent d'acteur, amusant ses camarades avec de petites pièces.

### Au Conservatoire
À son retour en France, il décide d'en faire son métier. Sa mère[réf. nécessaire] l'inscrit au Conservatoire national d'art dramatique, où il va apprendre à placer sa voix et acquérir l'art du mime. Il y est cantonné dans des rôles de grand dégingandé[réf. nécessaire].
Il en sort exclu pour indiscipline, « peu de temps après pour coups et blessures sur un professeur », d’après Clay (documentaire « Philippe Clay » réalisé par Marcel Boudou pour TF1, 1976.[Quand ?].

### Débuts
Il joue ensuite dans plusieurs pièces au théâtre de Chaillot.
En 1949, presque malgré lui — des amis l'ayant inscrit à son insu —, Philippe gagne un concours de chant, « Espoirs et Vedettes 49 », organisé dans le bar parisien À la Colonne de la Bastille. Sa prestation étant convaincante, on lui propose une tournée en Normandie sous le nom de « Phil Clay », choisi par le producteur, ultérieurement francisé en « Philippe Clay ».
On lui propose ensuite un spectacle au Maroc. Il se rend aux éditions Raoul Breton et part en tournée avec « une valise pleine de chansons », dont plusieurs de Charles Aznavour, encore peu connu. Il passe les trois années suivantes en Afrique du Nord française (Maroc, Algérie, Tunisie).
Il rentre à Paris en 1953 et se produit aux Trois baudets et à la Fontaine des quatre saisons. Il fréquente alors les caves de Saint-Germain-des-Prés et devient l'ami de Jacques Prévert, de Boris Vian et de Serge Gainsbourg.

### Carrière
De 1957 à 1962, il passe à quatre reprises en vedette à l'Olympia, fait de nombreuses tournées à l'étranger et connaît ses plus grands succès : Les Voyous, Festival d'Aubervilliers, Le Danseur de charleston.

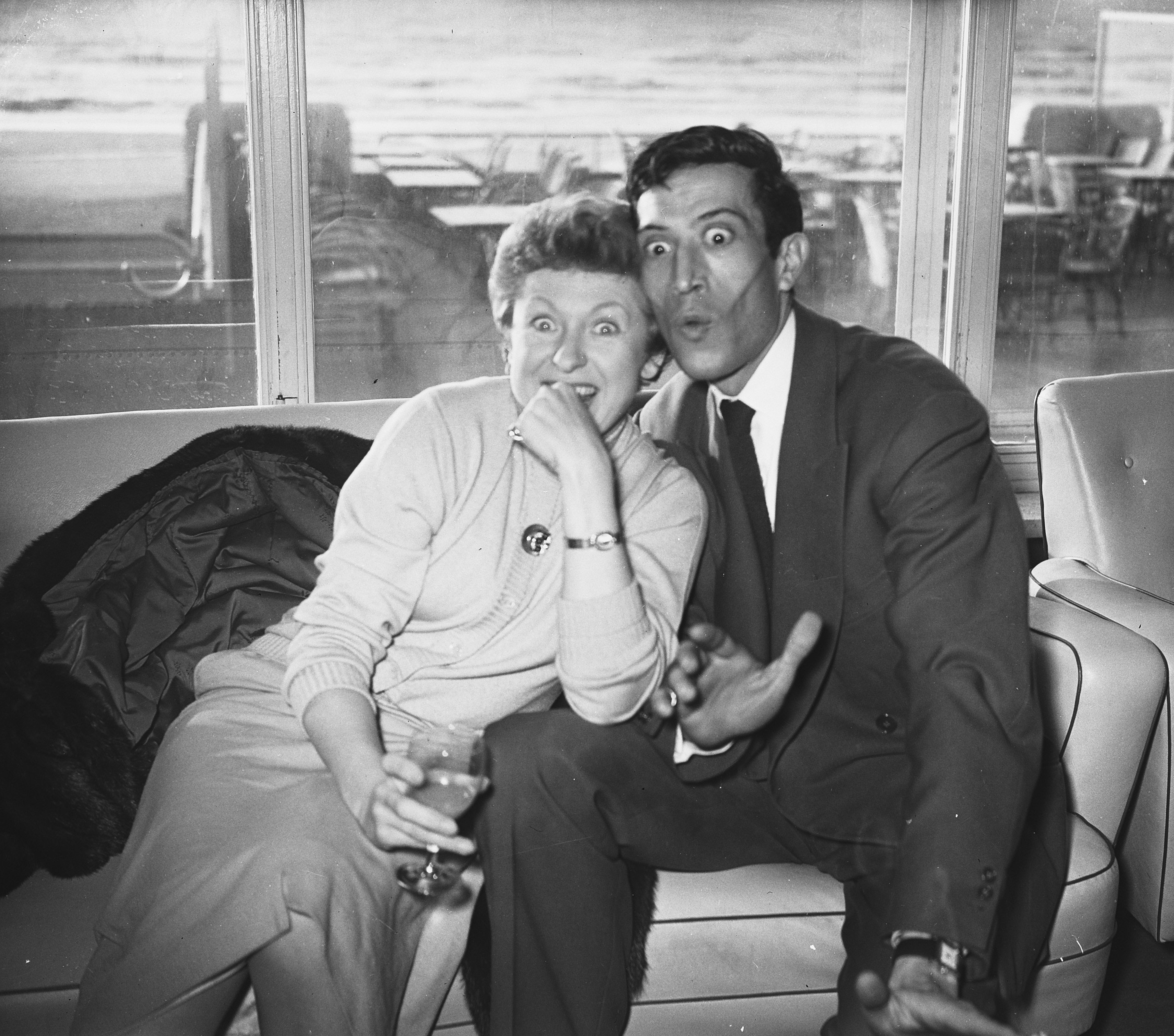
Philippe Clay avec Patachou en 1955.

En 1964, il fait quelques duos avec Serge Gainsbourg.
Au cinéma, il est Casimir le Serpentin (personnage évoquant Valentin le Désossé) dans le film French Cancan de Jean Renoir) et Clopin, le chef de la Cour des miracles, dans le Notre-Dame de Paris de Jean Delannoy.
À partir de 1966, il tourne dans de très nombreux téléfilms notamment de Jean Kerchbron, Jean-Christophe Averty, Jean Delannoy, Édouard Molinaro, Marion Sarraut, Josée Dayan, Franck Appréderis, , etc. et dans la série Le JAP aux côtés de Carlos.
Après un passage à vide, il renoue en 1971 avec le succès en chantant des chansons comme Mes universités ou La Quarantaine en réaction au mouvement de mai 68. Ce répertoire anticontestataire le marque politiquement à droite, d'autant plus que, dans la décennie suivante, il adhère au RPR, parti fondé par Jacques Chirac.
En 1975, il joue dans Monte-Cristo, comédie musicale d'Eddy Marnay (musique de Michel Legrand). Ce spectacle monté aux Théâtre des Champs-Élysées (mise en scène par Maurice Jacquemont) ne rencontre pas le succès escompté.
C'est à lui que l'on doit l'interprétation de La Complainte des apaches, générique de la série Les Brigades du Tigre, orchestré par Claude Bolling.
Philippe Clay a chanté également Marseille, Le Cerisier de ma maison, Je t'aime, , etc.

### Vie privée

#### Mariage et enfants
Il fut l'époux[Quand ?] de l'actrice Maria Riquelme (1930-2019).
Il a eu trois enfants : Patrice et Xavier nés d’une première union en 1948 et Philippe né de sa deuxième union , et décédé en 1991.

#### Propriétés
Il était propriétaire du château de Villiers à Cerny (Essonne), ainsi qu’à la cité Monthiers (9e arrondissement de Paris).

### Mort et funérailles
Il meurt dans sa résidence d'Issy-les-Moulineaux le 13 décembre 2007 à l'âge de 80 ans, des suites d'une longue maladie.
Ses obsèques ont lieu le 19 décembre au crématorium du cimetière du Père-Lachaise (20e arrondissement de Paris), où il est incinéré. La cérémonie a lieu en présence de plusieurs personnalités du monde du spectacle, comme les chanteurs Charles Aznavour et Marcel Amont et les acteurs Smaïn et Ginette Garcin, ainsi que du maire d'Issy-les-Moulineaux et ancien député André Santini. Ses cendres sont ensuite dispersées dans le jardin de la maison de sa dernière compagne en Bretagne.

## Discographie

### Albums studio
- 1954 : La Goualante du pauvre Jean
- Los Dictatorios
- 1954 : Le Noyé assassiné
- 1954 : Moi j'fais mon rond
- 1956 : Philippe Clay (Le Danseur de charleston)
- 1957 : Cigarettes, Whisky et P'tites Pépées
- 1958 : Stances de Ronsard (Pierre de Ronsard/Léo Ferré)
- 1960 : Philippe Clay (L'Homme de l'équateur)
- 1961 : La Dolce Vita- 45 Tours Fontana 261.152 MF
- 1961 : Philippe Clay - Bleu, blanc, rouge - Epic LF 2018 - Canada
- 1971 : Philippe Clay (Mes universités) - 33 Tours Polydor 2473 003
- 1973 : Philippe Clay (Au volant de ma valse) - 33 tours Polydor 2473 020
- 1975 : Philippe Clay (Marie la France) - Polydor 2056 326
- 1974 : Philippe Clay - La Complainte des apaches - Polydor 2056 378 - Canada
- 1975 : Monte Cristo - 33 tours Polydor 2473 054
- 1976 : Trop c'est trop - Polydor 2056 578
- 1977 : Le temps du troc - Polydor 2056 619
- 1977 : Clay 78 - 33 Tours Eurodisc WEA 913 158
- 1978 : C'était hier - Eurodisc 913 220
- 1978 : La Question - Eurodisc WEA 911 193
- 1980 : Attendez - 33 Tours Arabella 201 754
- 1980 : Mon pays, la Marseillaise - 45 Tours Philips 813 175-7
- 1982 : Philippe Clay (La Route de la vie) - 33 Tours Polydor - 2393 344

### Albums live
- 1957 : À l'Olympia

### Compilations
- 1999 : 50 ans de carrière, 50 chansons - 2 CD RYM Musique 1970752 UN 865, P

## Filmographie

### Cinéma
- 1950 : Rome-Express de Christian Stengel
- 1951 : Le Crime du Bouif d'André Cerf
- 1955 : French Cancan de Jean Renoir
- 1955 : 33 tours et puis s'en vont d'Henri Champetier (court-métrage)
- 1956 : Notre-Dame de Paris de Jean Delannoy
- 1956 : La vie est belle de Roger Pierre et Jean-Marc Thibault
- 1957 : C'est arrivé à 36 chandelles d'Henri Diamant-Berger
- 1957 : Nathalie de Christian-Jaque
- 1958 : En bordée de Pierre Chevalier
- 1958 : Des femmes disparaissent d'Édouard Molinaro
- 1958 : Drôles de phénomènes de Robert Vernay
- 1958 : Adorable voisine (Bell, Book and Candle) de Richard Quine
- 1958 : Parisien malgré lui (Totò a Parigi) de Camillo Mastrocinque
- 1958 : Messieurs les ronds-de-cuir (The Bureaucrats) de Henri Diamant-Berger
- 1959 : La Nuit des traqués de Bernard Roland
- 1959 : Les Canailles de Maurice Labro
- 1960 : Touchez pas aux blondes de Maurice Cloche
- 1961 : Dans l'eau... qui fait des bulles ! de Maurice Delbez
- 1962 : Il était trois flibustiers (I moschettieri del mare) de Steno
- 1965 : Le Gentleman de Cocody de Christian-Jaque
- 1966 : Sale temps pour les mouches de Guy Lefranc
- 1966 : Voilà l'ordre de Jacques Baratier (court-métrage)
- 1967 : Les Têtes brûlées de Willy Rozier
- 1969 : Pour un sourire / Barbara de François Dupont-Midy
- 1971 : Deux Corniauds au régiment (Armiamoci e partite!) de Nando Cicero
- 1972 : Pas folle la guêpe / Simple question de temps de Jean Delannoy
- 1972 : Les Joyeux Lurons / Toi aussi Danton de Michel Gérard
- 1973 : L'Insolent de Jean-Claude Roy
- 1974 : Shanks de William Castle
- 1982 : Deux Heures moins le quart avant Jésus-Christ de Jean Yanne
- 1982 : Salut la puce de Richard Balducci
- 1983 : Un bon petit diable de Jean-Claude Brialy
- 1992 : Le put 320 décembre (conte moral) de Marcel Angosto (court-métrage)
- 1993 : Die Wilnis de Werner Masten
- 1995 : Krim d'Ahmed Bouchaala
- 1997 : Lautrec de Roger Planchon
- 1998 : Les Cachetonneurs de Denis Dercourt
- 1999 : Tuvalu de Veit Helmer
- 2002 : Là-haut, un roi au-dessus des nuages de Pierre Schoendoerffer

### Télévision
- 1966 : Les Cinq Dernières Minutes de Jean-Pierre Marchand, épisode La Rose de fer
- 1971 : La Brigade des maléfices, épisode no 3 Voir Vénus et mourir
- 1972 : La Canne, téléfilm de Arlen Papazian : John Kartope
- 1972 : La Sainte Farce, téléfilm de Jean Pignol : Miguel Arguamasilia
- 1981 : Au bon beurre, téléfilm de Édouard Molinaro : M. Deprat, un pétainiste convaincu
- 1985 : L'Herbe rouge, téléfilm de Pierre Kast
- 1985 : Le Chevalier de Pardaillan, téléfilm de Josée Dayan
- 1986 : Catherine de Marion Sarraut (série télévisée)
- 1987 : Le Gerfaut de Marion Sarraut (série télévisée)
- 1989 : La Comtesse de Charny, mini-série de Marion Sarraut : Baron de Taverney
- 1995 : Les Allumettes suédoises, mini-série de Jacques Ertaud : L'Araignée
- 1995 : Pasteur, 5 années de rage de Luc Béraud
- 1995 : La Rivière Espérance de Josée Dayan (série télévisée)
- 1996 : La Guerre des moutons, téléfilm de Rémy Burkel
- 1996 : Les Anneaux de la gloire, téléfilm de Jean-Luc Miesch
- 1997 : La Parenthèse, téléfilm de Jean-Louis Benoît
- 1997 : La Grande Béké, téléfilm d'Alain Maline
- 1998 : Le Comte de Monte-Cristo, mini-série de Josée Dayan
- 1998 : Les Lois de l'hospitalité de Luc Béraud
- 1998 : Marceeel !!! d'Agnès Delarive
- 1999 : La Maison d'Alexina, téléfilm de Mehdi Charef
- 2000 : Le Bimillionnaire, téléfilm de Michaël Perrotta
- 2000 : Le Causse d'Aspignac, François Barluet
- 2000 : Des croix sur la mer de Luc Béraud
- 2004 : Père et Maire, épisode no 9.
- 2007 : Dombais et fils, téléfilm de Laurent Jaoui
- 2007 : La Commune, téléfilm de Philippe Triboit

## Théâtre

### 1945 à 1949
- Le Marchand de Venise de Shakespeare
- Tartuffe de Molière.
- Iphigénie

### 1950 à 1953
- comédien dans la troupe du palais de Chaillot

### Après 1959
- 1959 : L'Affaire des poisons de Victorien Sardou, mise en scène Raymond Gérôme, Théâtre Sarah Bernhardt
- 1965 : Don Quichotte d'Yves Jamiaque d'après Miguel de Cervantès, mise en scène Jean-Paul Le Chanois, Théâtre des Célestins
- 1965 : Des idées larges, Théâtre de l'Athénée
- 1965 : Le Comte de Monte-Cristo, mise en scène Maurice Jacquemont, Théâtre des Champs-Élysées
- 1965 : Philippe Clay, Théâtre des Nouveautés
- 1965 : Le Barbier de Séville, Théâtre des Champs-Élysées
- 1965 : Jules Romains, homme de bonne volonté. Rencontres du Palais Royal.
- 1983 : Oscar de Claude Magnier, mise en scène Jacqueline Bœuf, Théâtre Tête d'or
- 1988 : L'Aiglon d'Edmond Rostand, mise en scène Jean-Luc Tardieu, Festival d'Anjou
- 1993 : Zoo de Vercors, mise en scène Jean-Luc Tardieu, Espace 44, Nantes
- 1995 : La Veuve joyeuse de Franz Lehar, mise en scène Jean-Luc Tardieu, Opéra de Rennes, Opéra de Rouen, Opéra de Marseille
- 1995 : Un ennemi du peuple de Henrik Ibsen, mise en scène Jean-Luc Tardieu, Espace 44, Nantes
- 1996 : Des ronds dans l'eau, récital, mise en scène Jean-Luc Tardieu, Espace 44, Nantes, Théâtre Montparnasse, Théâtre Montansier
- 1996 : Le Voyage de monsieur Perrichon d'Eugène Labiche, mise en scène Jean-Luc Moreau, Festival d'Anjou, Théâtre Saint-Georges
- 1999 : Le Sexe faible d'Édouard Bourdet, mise en scène Jean-Claude Brialy
- 2000 : Visites à Mister Green de Jeff Baron (en), mise en scène Jean-Luc Tardieu, Théâtre Alhambra Genève, Espace Rachi, Théâtre La Bruyère, Théâtre Antoine, tournée
- 2006 : L'Escale de Paul Hengge, mise en scène Stéphan Meldegg, Théâtre La Bruyère

## Publications
- Mes universités, éditions Laffont, 1980,  (ISBN 2-221-00516-3)[12]
- Mérotte, éditions Anne Carrière, septembre 1999,  (ISBN 2-84337-104-X)[13]

## Bande dessinée
- Dans les BD de Gotlib, on peut noter la présence d'un personnage particulièrement ressemblant[évasif].

## Distinctions

### Nomination
- 2002 : nomination pour le Molière du comédien pour Visites à Mister Green